# Valentina Licata
Valentina Licata (Roma, 26 gennaio 1987) è una calciatrice italiana che gioca come difensore.

## Carriera
Ha fatto il suo esordio in Serie A nella partita contro la Vallassinese nel giorno 08-05-04. Dopo molte stagioni passate con la Lazio., nella stagione 2008/2009 passa al Civitavecchia .

## Palmarès

### Club

#### Competizioni nazionali
- Campionato Primavera:1

Lazio: 2001